# Valerij Kubasov
Valerij Nikolajevič Kubasov (rusky Кубасов, Валерий Николаевич; 7. ledna 1935, Vjazniki – 19. února 2014, Moskva) byl sovětský kosmonaut ruské národnosti. Byl také vědec, konstruktér. Do vesmíru letěl třikrát.

## Život
Po ukončení střední školy odešel studovat na MAI – Moskevskou vysokou školu leteckou. Po jejím absolvování v roce 1957 se dostal do skupiny konstruktérů na OKB-1 (dnešní RKK Eněrgija), kteří se zabývali kosmickou technikou. Pak získal hodnost kandidáta věd. V roce 1964 byl ve skupině inženýrů, z nichž se vybíral kandidát pro posádku Voschodu 1. V roce 1966 byl založen tým složený z odborníků různých oblastí, který připravoval kosmické lety. Tady se sešel s řadou pozdějších kosmonautů a spolu s nimi se dostal i do výcvikového tábora. Měl letět na Sojuzu 11, pro podezření na tuberkulózu neletěl. Při výcviku na druhou misi byl v USA. Valerij byl ženatý a má dvě děti, syna a dceru.

## Lety do vesmíru
V roce 1969 absolvoval let v kosmické lodi Sojuz 6. Byl to skupinový let třech lodí Sojuz a Kubasov při něm vyzkoušel možnost svařování kovů v kosmu.
V roce 1975 se zúčastnil spolu s Alexejem Leonovem společného kosmického experimentu kosmických lodí ASTP Apollo a Sojuz 19 na oběžné dráze okolo Země. Ten se uskutečnil ve dnech 15. – 24. července 1975 pod názvem „Apollo Sojuz Test Project“ (ASTP), či mediálně v ČSSR známější jako program Sojuz-Apollo.
V roce 1980 startoval lodí Sojuz 36, kde letěl spolu s maďarským kosmonautem Bertalanem Farkasem v rámci programu Interkosmos. Pracovali na orbitální stanici Saljut 6. Mimo uvedené lety byl několikrát členem záložních posádek.
- Sojuz 6 (11. října 1969 – 16. října 1969)
- Sojuz 19 (15. července 1975 – 21. července 1975)
- Sojuz 36, Sojuz 35 (26. května 1980 – 3. června 1980)[4]